# Saba

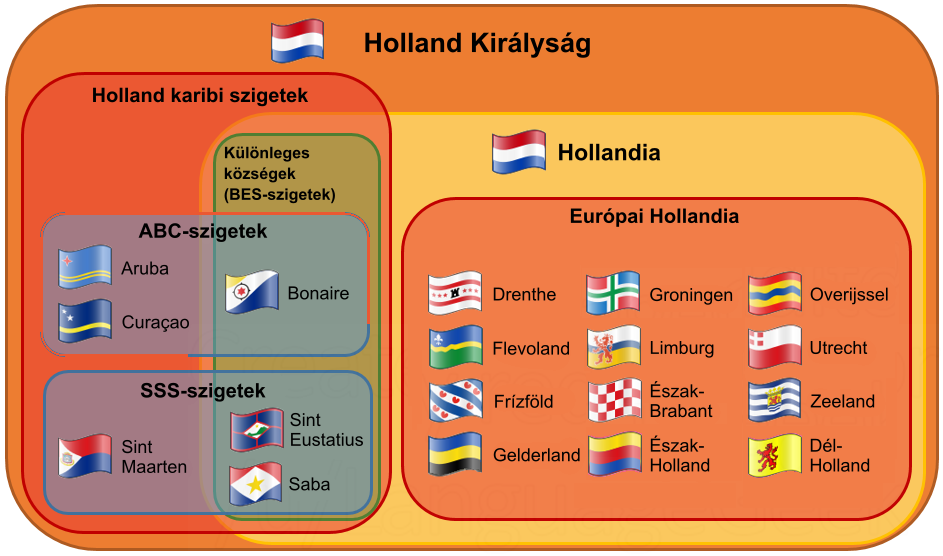
A Holland Királyság államjogi szerkezete 2010-től

Saba (IPA: [ˈsɑːbə] karib-tengeri sziget Hollandia speciális községei közül a legkisebb. Itt található a Holland Királyság legmagasabb pontja, a Mount Scenery vulkán, mely 877 m magas.
Saba a szomszédos Green Islanddel 2010. október 10-én, a Holland Antillák felbomlásakor lett Hollandia speciális községe. 2004. november 5-én folyt egy népszavazás a terület státuszát illetően, de a szavazók több mint 86%-os többséggel a Hollandiával való minél szorosabb kapcsolatokat támogatta.

## Földrajza

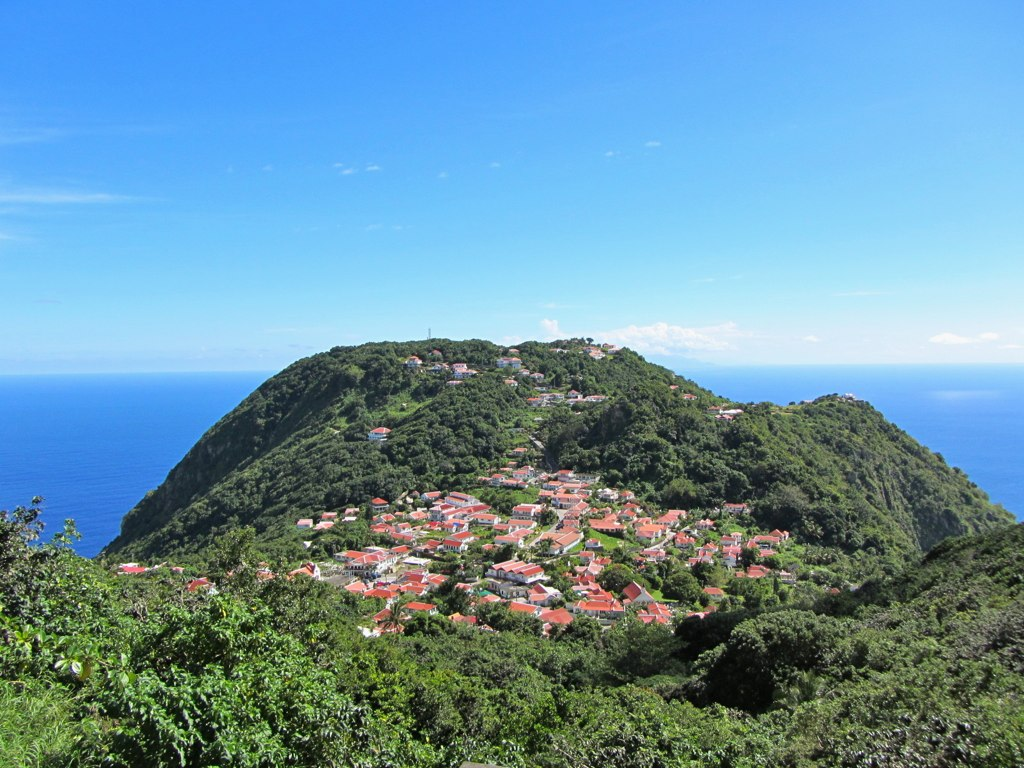
Windwarside település látképe.

A 13 km²-es kis sziget népessége a 2010-es népszámlálás adatai szerint 1824 fő, így a népsűrűség 140 fő/km². Jelenleg mindössze négy település található a szigeten: The Bottom (a főváros), Windwardside, Hell's Gate és Saint Johns.
Bár a sziget Hollandia része és a holland a hivatalos nyelv, a történelmi hagyaték miatt a népesség nyelve az angol, ezt használják a közigazgatásban, ezt oktatják már a 19. század óta. A beszélt angol a Virgin-szigeteki kreol egy változata. 2011. január 1. óta a hivatalos pénznem az amerikai dollár, amely a holland antillákbeli forintot váltotta.
A szigeten található a Saba University School of Medicine, melyet egy itt élő amerikai alapított a holland kormány támogatásával. Tanítási időben az iskola 300 fővel növeli a sziget lakosságát. Az A. M. Edwards Medical Center a legnagyobb egészségügyi szolgáltató a helyi lakosok számára.
A szigeten található a világon a legrövidebb kereskedelmi repülőtér, a Juancho E. Yrausquin Airport, ami mindössze 400 m hosszú futópályával rendelkezik, ezért csak kisebb repülőgépek fogadására alkalmas.
2004-ben referendumot tartottak a sziget jövőbeli sorsát illetően. A szavazáson a függetlenségre is lehetett voksolni, de ezt a szavazók alig 1%-a támogatta. A többség a Hollandiával való kapcsolat szorosabbra fűzését támogatta. A Holland Antillák szervezetének fenntartását illetően is alig több mint 13% támogatta ezt a megoldást.
2011 óta a sziget a világörökségi javaslati listán szerepel.

## Éghajlata
| Hónap                                     | Jan. | Feb. | Már. | Ápr. | Máj. | Jún. | Júl. | Aug. | Szep. | Okt. | Nov. | Dec. | Év   |
| ----------------------------------------- | ---- | ---- | ---- | ---- | ---- | ---- | ---- | ---- | ----- | ---- | ---- | ---- | ---- |
| Rekord max. hőmérséklet (°C)              | 30,4 | 30,8 | 30,7 | 31,7 | 31,9 | 32,5 | 32,8 | 33,2 | 33,2  | 32,1 | 32,0 | 31,1 | 33,2 |
| Átlagos max. hőmérséklet (°C)             | 28,1 | 27,7 | 28,3 | 29,2 | 30,0 | 30,4 | 30,5 | 30,9 | 30,8  | 30,4 | 29,8 | 28,6 | 29,6 |
| Átlaghőmérséklet (°C)                     | 25,7 | 25,3 | 25,7 | 26,6 | 27,4 | 28,1 | 28,1 | 28,5 | 28,5  | 28,2 | 27,4 | 26,3 | 27,2 |
| Átlagos min. hőmérséklet (°C)             | 24,1 | 23,6 | 23,9 | 24,7 | 25,6 | 26,2 | 26,0 | 26,4 | 26,5  | 26,3 | 25,4 | 24,7 | 25,3 |
| Rekord min. hőmérséklet (°C)              | 20,8 | 20,0 | 21,4 | 22,1 | 22,6 | 23,1 | 21,8 | 22,0 | 22,4  | 22,4 | 22,6 | 21,3 | 20,0 |
| Átl. csapadékmennyiség (mm)               | 37   | 75   | 35   | 28   | 96   | 44   | 61   | 77   | 61    | 36   | 135  | 77   | 762  |
| Átl. páratartalom (%)                     | 82   | 82   | 78   | 79   | 78   | 82   | 85   | 89   | 87    | 81   | 71   | 74   | 81   |
| Forrás: Meteorological Department Curaçao |      |      |      |      |      |      |      |      |       |      |      |      |      |

## Kultúra

### Gasztronómia
A sziget konyháját számos külső hatás (európai, amerikai, ázsiai, karibi) érte, sőt még mediterrán hatással is találkozni. Specialitások a calaloo nevű leves zöldségekből és taróból vagy a curry-s kecskehús. Fontos hozzávaló a konyhán a kenyérfagyümölcs és nagy szerepe van olyan trópusi gyümölcsöknek, mint a mangó, papaya, füge és banán. Desszertkülönlegesség a tüskés annónából készült fagylalt.
A karibi térségre jellemzően Saba legfőbb alkoholos itala is a rum. A sabai rumhoz ánizst, fahéjat, narancshéjat, szegfűszeget, szerecsendiót, barna cukrot és linderát adnak, amitől az igen erős lesz.